# Géza Aczél
Géza Aczél (n. 9 martie 1947, Ajak-), este un scriitor, jurnalist și redactor maghiar.